# Hrzín (Nový Kostel)
Hrzín (németül Hörsin) Nový Kostel településrésze Csehországban a Karlovy Vary-i kerület Chebi járásában. Központi településétől 1,5 km-re délnyugatra fekszik. A 2001-es népszámlálási adatok szerint 18 lakóháza és 59 lakosa van.

## Története
Írott források elsőként 1185-ben a Waldsasseni-kolostor birtokaként említik. Iskoláját 1828-ban létesítették. 1850-től önálló község.